# Фудбалски савез Хондураса
Фудбалски савез Хондураса (шп. Federación Nacional Autónoma de Fútbol de Honduras или FENAFUTH) је фудбалски савез Хондураса. Фудбалски савез је основан 1935. године и члан је КОНКАКАФа од 1961. године. Године 1946. савез је постао члан ФИФАе.
Фудбалски савез је одговоран за фудбалску репрезентацију Хондураса.

## Достигнућа
- Светско првенство у фудбалу

Учешћа: 1982, 2010, 2014
- КОНКАКАФ златни куп

Учешћа: 1963, 1967, 1971, 1973, 1981 (Победник), 1985, 1991, 1993, 1996, 1998, 2000, 2003, 2005, 2007, 2009, 2011, 2013